# Złodziej brzoskwiń
Złodziej brzoskwiń (oryg. bułg. Крадецът на праскови) – nowela Emiliana Stanewa wydana po raz pierwszy w 1948.
Utwór został wpisany do kanonu literatury bułgarskiej 1878-1988.

## Treść
Narrator odwiedza rodzinne Tyrnowo, gdzie niegdyś sprzedał parcelę odziedziczoną po ojcu. Przypadkowo spotyka swojego dawnego nauczyciela, który w czasie rozmowy przypomina mu historię żyjącego niegdyś w pobliżu pułkownika i jego żony.
Pięćdziesięcioletni pułkownik był człowiekiem budzącym powszechny strach z powodu swojej szorstkości i bezwzględności w stosunku do żołnierzy. Po włączeniu się Bułgarii do I wojny światowej został komendantem miasta, odpowiedzialnym za znajdujący się w nim obóz jeniecki, w którym przebywali Rumuni i znienawidzeni przez pułkownika Serbowie. Rozgoryczony faktem, że z powodu odniesionych w wojnach bałkańskich ran nie może sam udać się na front, pułkownik zajmował się przede wszystkim swoją winnicą i sadem owocowym, zaniedbując niekochaną, znacznie młodszą od siebie żonę Elżbietę.
Pewnego dnia jedno z drzew brzoskwiniowych w ogrodzie wojskowego zostało obdarte z owoców. Poszukiwania winowajcy nie przynoszą rezultatu. Jednak w czasie nieobecności pułkownika w domu złodziej pojawia się po raz drugi i zostaje zauważony przez Elżbietę. Okazuje się nim jeniec serbski Ivo Obretenović, kradnący z głodu. Współczująca kobieta daje mu jedzenie, a następnie również buty. Zakochuje się i zaczyna spotykać się z nim w sekrecie przed mężem. Planują ucieczkę z Bułgarii po zakończeniu działań wojennych i rozpoczęcie nowego życia. Idąc na kolejne spotkanie, Ivo Obretenović zostaje jednak zastrzelony przez ordynansa pułkownika, któremu ten nakazał bez litości strzelać do złodziei wkradających się do ogrodu. Elżbieta popełnia samobójstwo.

## Cechy utworu i recepcja
Utwór określany jest jako "szkic powieściowy", nowela, także nowela psychologiczna i opowiadanie.
Teresa Dąbek-Wirgowa pisze, iż Złodziej brzoskwiń jest drugą w dorobku Stanewa nowelą psychologiczną. W utworze tym pisarz poruszył temat przewijający się następnie przez większość jego dojrzałej twórczości - obraz człowieka niszczącego piękno życia i uniemożliwiającego sobie samemu prawdziwe szczęście. Tutaj jest nim pułkownik. W odróżnieniu od większości dzieł literackich publikowanych w Bułgarii w pierwszych latach po II wojnie światowej, Złodziej brzoskwiń nie odnosi się do kwestii wojny, walki i heroizmu; chociaż akcja dzieła rozgrywa się w 1918, problemy te zostały zdecydowanie odsunięte na dalszy plan. M. in. z tego powodu współczesna krytyka bułgarska źle przyjęła dzieło, żądając od twórcy dostosowania swoich tekstów do poetyki socrealizmu.
Autorką pierwszego przekładu Złodzieja brzoskwiń na język polski była Jadwiga Nurkiewiczowa, której tłumaczenie zostało wydane w 1961 pod tytułem Smutna miłość. Przekład dokonany przez Hannę Karpińską został opublikowany w antologii Miłosierdzie Marsa, Warszawa 1978, s. 189-268. W 1989 wydany został nowy przekład Krystyny Migalskiej, zachowujący tytuł nadany przez autora.